# Торнберг, Дик
Дик Торнберг (англ. Dick Thornburgh), полное имя Ричард Льюис Торнберг (англ. Richard Lewis Thornburgh; 16 июля 1932, Питтсбург, Пенсильвания — 31 декабря 2020, Верона, Пенсильвания) — американский политик, 76-й генеральный прокурор США (1988—1991), 41-й губернатор Пенсильвании (1979—1987).

## Биография
Дик Торнберг родился 16 июля 1932 года в Питтсбурге (штат Пенсильвания) в семье инженера Чарльза Гарланда Торнберга (Charles Garland Thornburgh) и Элис Торнберг, урождённой Сэнборн (Alice Thornburgh, née Sanborn). 
Торнберг учился в Мерсербергской академии, а затем — в Йельском университете, который окончил в 1954 году по инженерной специальности, получив степень бакалавра наук (B.S.). Через три года, в 1957 году, он с отличием окончил Школу права Питтсбургского университета, получив степень бакалавра права (LL.B.). После этого Торнберг работал юристом в Aluminum Company of America, а с 1959 года — в питтсбургской юридической компании Kirkpatrick & Lockhart.
В 1955 году Торнберг женился на Вирджинии Хутон (Virginia Hooton), у них родились три сына — Джон, Дэвид и Питер. В 1960 году Вирджиния погибла в автомобильной катастрофе. В 1963 году Торнберг женился на школьной учительнице Вирджинии Уолтон Джадсон (Virginia Walton Judson) — в этом браке родился ещё один сын, Уильям.
В 1966 году Торнберг решил побороться за пост члена Палаты представителей США от 14-го избирательного округа Пенсильвании. 17 мая 1966 года он победил на первичных выборах от республиканской партии, но затем, на выборах в Конгресс, состоявшихся 8 ноября 1966 года, уступил кандидату от демократической партии Уильяму Мурхеду (Торнберг набрал 31,73 %, а Мурхед — 68,27 % голосов).
В 1967 году Торнберг был избран делегатом Конституционного собрания Пенсильвании, в работе которого он принимал участие в 1967—1968 годах. В 1969 году президент США Ричард Никсон назначил Торнберга федеральным прокурором западного судебного округа Пенсильвании — в этой должности он проработал шесть лет. В 1975 году президент США Джеральд Форд назначил Торнберга помощником генерального прокурора США по уголовным делам. После двух лет пребывания на этом посту, в 1977 году Торнберг вернулся в Питтсбург, продолжив юридическую практику в компании Kirkpatrick & Lockhart.
В 1978 году Торнберг стал кандидатом от республиканской партии на выборах губернатора Пенсильвании, на которых его соперником был представитель демократической партии Питер Флаэрти — мэр Питтсбурга в 1970—1977 годах. Набрав 52,54 % голосов избирателей, Торнберг победил, вступив в должность губернатора Пенсильвании 16 января 1979 года. На следующих выборах губернатора Пенсильвании, состоявшихся в 1982 году, Торнберг вновь победил кандидата от демократической партии и остался губернатором штата на второй срок, проработав в этой должности до 20 января 1987 года.
В 1987—1988 годах Торнберг был директором Гарвардского института политики, а также читал курсы лекций в Школе управления имени Джона Кеннеди Гарвардского университета.
В 1988 году президент США Рональд Рейган назначил Торнберга генеральным прокурором США. 11 августа 1988 года его кандидатура была утверждена Сенатом США, а 12 августа он принял присягу и вступил в должность. В 1989 году президент США Джордж Буш-старший подтвердил Торнберга в той же должности, и он проработал на этом посту до 1991 года.
В ноябре 1991 года Торнберг участвовал во внеочередных выборах сенатора США от Пенсильвании, которые пришлось проводить из-за гибели в авиакатастрофе предыдущего сенатора от Пенсильвании Генри Джона Гейнца. Торнберг уступил кандидату от демократической партии Харрису Уоффорду (Торнберг набрал 44,99 % голосов, а Уоффорд — 55,01 %).
Дик Торнберг скончался 31 декабря 2020 года в Вероне (штат Пенсильвания). Он был похоронен на кладбище «Хомвуд» в Питтсбурге.